# موسوعة اليهود واليهودية والصهيونية
موسوعة اليهود واليهودية والصهيونية هي عمل موسوعي ضخم قام على إعداده وتقديمه الدكتور الراحل عبد الوهاب المسيري وذلك في ثمان مجلدات كبيرة الحجم. بدأ عبد الوهاب المسيري رحلة كتابته لهذه الموسوعة في منتصف السبعينيات من القرن الماضي، واستمر في ذلك حتى نهاية التسعينيات مستعينا بالمتطوعين والباحثين لجمع شتات المادة.

## عن الموسوعة
تتناول هذه الموسوعة كل جوانب تاريخ العبرانيين في العالم القديم، وتواريخ الجماعات اليهودية بامتداد بلدان العالم، وتعداداتها وتوزيعاتها، وسماتها الأساسية، وهياكلها التنظيمية، وعلاقات أفراد الجماعات اليهودية بالمجتمعات والدول التي يوجدون فيها وبالدولة الصهيونية. وتشمل كافة الأحوال الاجتماعية والسياسية وكافة الشؤون الحياتية التي صاحبتهم منذ زمن العبرانيين في العالم القديم حتى العصر الحديث انتهاءً بدولة إسرائيل. وتركز على أحوال هذه الجماعات في البلدان التي تواجدوا فيها ودراسة الظروف المحيطة بهم، حيث جعلت من هذه الظروف المحيطة المختلفة مرتكزا رئيسا لتفسير أفعالهم وخصوصيتهم وأخلاقهم أكثر من الاعتماد على عقائدهم، ومن أشهر الأمثلة على ذلك أن تحاول بهذا أن تفسر الجرائم والأفعال المشينة اليهودية والعداء والتهم الموجهة من الأغيار لليهود في كل زمان ومكان بحيث تجعل اليهود غالبا غير مسؤولين عنها، وهذه النظرة موضوعية وحيادية برأي كاتبها وكثير من أشهر مؤيديه، بينما هي متحيزة كثيرا لليهود برأي البعض الآخر خاصة منتقديه، ومخالفة للواقع ولأوصاف اليهود في القرآن والإنجيل، بل وصف الموسوعة بعض النقاد بأنها تدافع عن اليهود.
وتغطى الموسوعة كذلك أشهر الأعلام من اليهود (مثل موسى بن ميمون) وغير اليهود ممن ارتبطت أسماؤهم بتواريخ الجماعات اليهودية (مثل نابليون بونابرت وهتلر). كما تتناول هذه الموسوعة كل الجوانب المتعلقة بتاريخ وشعائر الديانة اليهودية وفرقها وكتبها الدينية، وطقوسها وشعائرها، وتأثرها بالديانات المختلفة، وأزمتها في العصر الحديث، وعلاقتها بالصهيونية وبمعاداة السامية (معاداة اليهود). وتغطي فترة تحديث الجماعات اليهودية وعلاقتهم بالرأسمالية والاشتراكية، أيضا تشمل الحديث عن ثقافاتهم وتراثهم وفنونهم وآدابهم ولغاتهم ومفكريهم وفلاسفتهم، وأحوال التربية والتعليم لديهم، وتغطى أيضا الحركة الصهيونية ونشاطاتها ومدارسها وأعلامها، وبعض الجوانب الأساسية للدولة الصهيونية، وتجربة الحداثة الغربية بشكل عام.

## أهداف الموسوعة
هذه الأهداف هي بحسب ما كتب الدكتور عبد الوهاب المسيري في المجلد الأول من الموسوعة.
1. وجود دراسة ورؤية تاريخية واضحة، تقوم على أسس علمية سليمة وصحيحة تقوم على الحياد لمعرفة التاريخ اليهودي بشتى أنحاء العالم في إطار التاريخ الإنساني.
2. وضع تعريف دقيق لكافة المصطلحات والمفاهيم والأعراف السائدة والتأريخ لها من وجهة نظر جديدة مختلفة عن ما طرح في الماضي وكذلك النظر من مداخل أكثر مما يساعد على تقريب وتوضيح الصورة حول الجماعات الصهيونية أكثر من ذي قبل.
3. التخلي عن التحيز الذي وجد في العديد من الدراسات السابقة ووضع مصطلحات حيادية لا تتسم بالتحيز ضد أو مع هذه الجماعات ويقول الدكتور المسيري عن هذه النقطة تحديدا:

## الانتقادات الموجهة للموسوعة
من وجهة نظر بعض النقاد، مثل د.بهاء الأمير في كتابه الوحي ونقيضه بروتوكولات حكماء صهيون في القرآن، ود. أحمد إبراهيم خضر في مقاله ما بال أقوام يمالئون اليهود؟ قراءة متأنيه في موسوعة د. المسيري عن اليهود واليهودية.، والكاتب زاهر بشير طلب في كتابه كشف الحجب الإعلامية عن حقيقة فكر المسيري في المسألة اليهودية، وغيرهم:
1. لم تلتزم رؤية الموسوعة بالأسس العلمية التي وضعتها لنفسها في المجلد الأول، ولم تكن حيادية في تناولها لتفسير مختلف الأحداث التي تحصل بين اليهود وغيرهم، بل كانت غالبا متحيزة كثيرا لصالح اليهود أو على الأقل متعاطفة إلى حد كبير مع موقفهم.
2. كانت مصطلحات وتعريفات الموسوعة الجديدة معقدة إلى حد كبير، مما أدى إلى صعوبة فهم معانيها لغير المتخصصين.
3. نجحت الموسوعة في التخلي عن التحيز ضد اليهود أو الجماعات اليهودية حسب اصطلاحها، لكنها وقعت في التحيز لليهود - حسب رأي منتقديها - في معظم الموضوعات والإشكاليات المطروحة حولهم، لدرجة أن بعضهم اتهمها بالدفاع عن اليهود بحسب رأيهم.

## تقسيم الموسوعة
- الموسوعة مكونة من ثمان مجلدات متوسط صفحات المجلد الواحد منها نحو 450 صفحة.
- كل مجلد يتناول موضوعاً منفرداً. المجلد الأول يضم الإطار النظرى الخاص بالموسوعة وقضايا المنهج، المجلدات من الثاني وحتى الرابع تتناول موضوع الجماعات اليهودية، المجلد السادس الصهيونية، المجلد السابع عن إسرائيل، المجلد الثامن للفهارس.
- يضم كل مجلد عدة أجزاء بينما يحتوى الجزء على أكثر من باب وللباب عدة مداخل.
- يشير الدكتور عبد الوهاب إلى أن عدد مداخل الموسوعة قرابة الـ 2300 مدخل.

عناوين المجلدات وأجزائها الرئيسة:
المجلد الأول : الإطار النظري
الجزء الأول: إشكاليات نظرية
الجزء الثاني: النماذج كأداة تحليلية
الجزء الثالث: الحلولية الكمونية الوحدانية
الجزء الرابع: العلمانية الشاملة
الجزء الخامس: الجماعات الوظيفية
المجلد الثاني :الجماعات اليهودية: إشكاليات
الجزء الأول: طبيعة اليهود في كل زمان ومكان
الجزء الثاني: يهود أم جماعات يهودية؟
الجزء الثالث: يهود أم جماعات وظيفية يهودية؟
الجزء الرابع: عداء الأغيار الأزلي لليهود واليهودية
المجلد الثالث :الجماعات اليهودية: التحديث والثقافة
الجزء الأول: التحديث
الجزء الثاني: ثقافات الجماعات اليهودية
المجلد الرابع :الجماعات اليهودية: تواريخ
الجزء الأول: تواريخ الجماعات اليهودية في العالم القديم
الجزء الثاني: تواريخ الجماعات اليهودية في العالم الإسلامي
الجزء الثالث: تواريخ الجماعات اليهودية في بلدان العالم الغربي
المجلد الخامس :اليهودية: المفاهيم والفرق

الجزء الأول: بعض الإشكاليات
الجزء الثاني: المفاهيم والعقائد الأساسية في اليهودية
الجزء الثالث: الفرق الدينية اليهودية
المجلد السادس :الصهيونية
الجزء الأول: إشكاليات وموضوعات أساسية
الجزء الثاني: تاريخ الصهيونية
الجزء الثالث: المنظمة الصهيونية
الجزء الرابع: الصهيونية والجماعات اليهودية
المجلد السابع :إسرائيل: المستوطن الصهيوني
الجزء الأول: إشكالية التطبيع والدولة الوظيفية
الجزء الثاني: الدولة الاستيطانية الإحلالية
الجزء الثالث: العنصرية والإرهاب الصهيونيان
الجزء الرابع: النظام الاستيطاني الصهيوني
الجزء الخامس: أزمة الصهيونية والمسألة الإسرائيلية

## الموسوعة متلفزة
قامت قناة النيل بمحاولة لجعل الموسوعة أكثر جذباً للجمهور، وذلك من خلال محاولة جعلها موسوعة حية، فسجلت مع الدكتور عبد الوهاب المسيري ما يربو عن 20 ساعة. تحدث فيه باستفاضة عن موسوعته، وذلك بمصاحبة الأفلام التسجيلية والتقارير المصورة التي اتخذت الموسوعة مرجعاً أساسيا لها، مما أضفى على العمل بريقاً.
- سمي هذا العمل المتلفز من قبل قناة النيل للأخبار باسم «بنت صهيون».
- قامت على إعداده وإخراجه لمياء جوده وهي مخرجة بالقناة.
- حاز العمل المتلفز على نسبة مشاهدة عالية فاقت التوقعات بحسب ما ذكرت القناة.

قامت دار الشروق بمصر على طباعة الموسوعة وكذلك قامت نفس الدار بطباعة نسخة تتكون من مجلدين فقط تسمى الموسوعة الموجزة بسعر 130 جنيهاً مصرياً.

## تهديدات بقتل الكاتب
تلقى المسيري ثلاثة عشر تهديدا بالقتل من قبل “مائير كوهين” رئيس جماعة “كاخ” الصهيونية، مما دفع الأمن المصري لوضعه تحت الحماية والمراقبة، كان يعتقد المسيري أن هذه التهديدات غير جادة وهدفها منعه من إصدار الموسوعة، وقد خشي استيلاء الحركة الصهيونية على مسودات الموسوعة فعمل على كتابة نسخ منها، وتوفي في القاهرة عن عمر ناهز 70 عاما بمرض السرطان الذي لازمه عشر سنوات من حياته. ارتبط المسيري بالقضية العربية فأهدى موسوعته إلى أحد رموز النضال الفلسطيني وهو القيادي سعيد خالد الحسن وبهذا الإهداء خُلدت الموسوعة، وصار لها ذكر في العالمين. خرجت الموسوعة للنور لم يوقفها تهديد عدو أو اتهام ناقد، بل واجهت كافة العواصف المتجهة إليها بالمنهجية العلمية والتفكير المنطقي والرؤية الواضحة.

## وصلات خارجية
- موقع الموسوعة - يمكن من خلاله تصفح الموسوعة والبحث فيها.
- خارج النص.. كتاب موسوعة اليهود واليهودية والصهيونية (قناة الجزيرة)